# Heinrich Corrodi

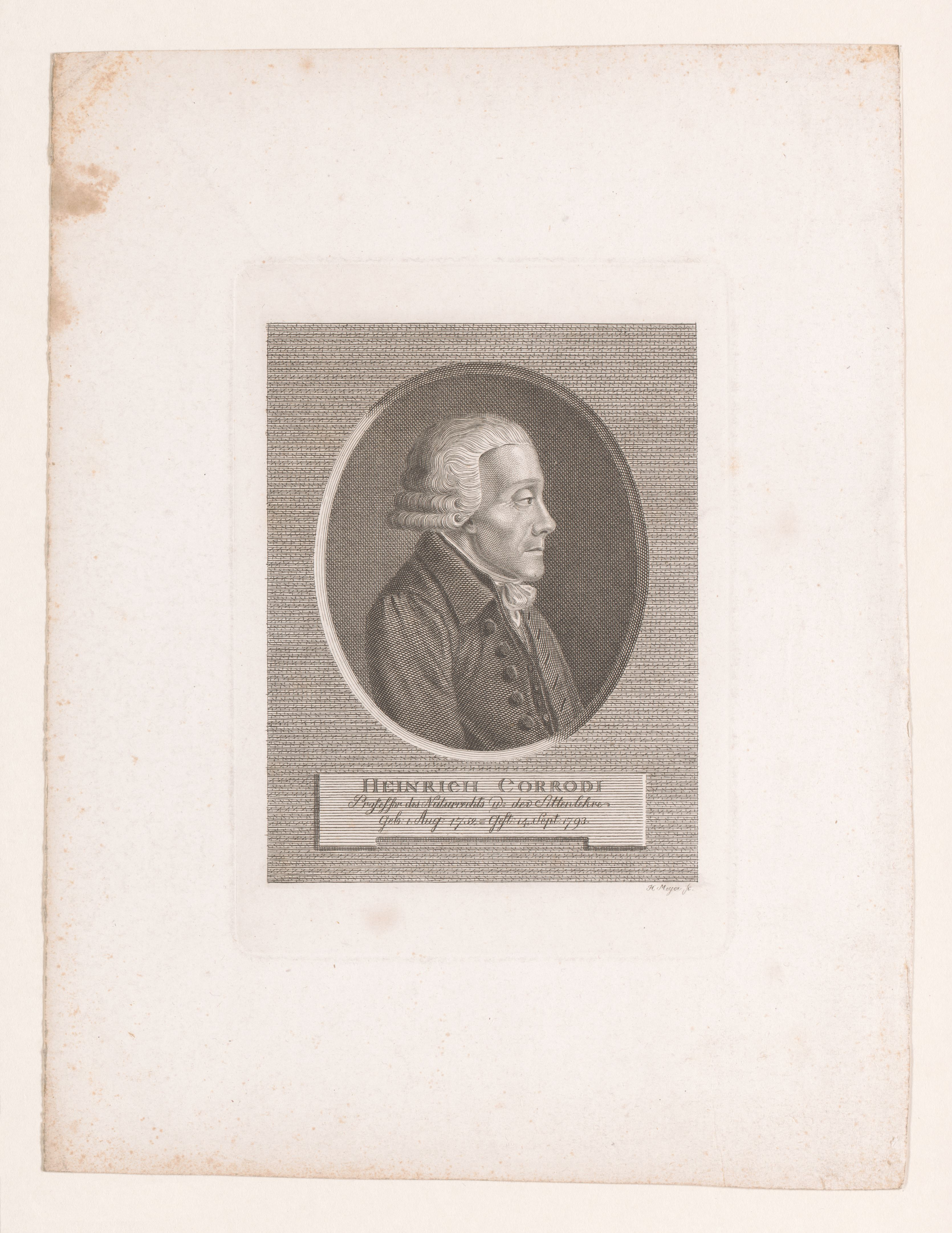
Heinrich Corrodi

Johann Heinrich Corrodi (* 31. Juli 1752 in Zürich; † 14. September 1793 ebenda) war ein Schweizer evangelischer Theologe, Philosoph und Pädagoge. Er galt als bedeutender Vertreter der Schweizer Aufklärungstheologie.

## Leben
Heinrich Corrodi wurde als Sohn des reformierten Theologen Hans Jakob Corrodi (* 17. März 1719 in Zürich; † 16. Dezember 1784 ebenda) und von dessen Ehefrau Susanne (* 6. November 1721 in Zürich; † 24. April 1772 ebenda), Tochter des Hans Heinrich Kambli (1685–1754), Tischler, geboren. Er war das zweitälteste Kind seiner Eltern, seine fünf Geschwister verstarben alle vor ihm.
Er erhielt seinen ersten Unterricht durch seinen Vater und besuchte ab 1768 das Privatgymnasium von Johann Jakob Steinbrüchel in Zürich. Dort durchlief er die untere philosophische Klasse und wurde bereits im darauffolgenden Jahr 1769 in die philosophische Klasse versetzt.
Weil er sich unterfordert fühlte, begann er selbstständig mit der Durcharbeitung des Leibniz-Wolffischen Systems. Dieses beeinflusste seine philosophische Anschauung massgeblich und erschütterte seine Stellung zu den kirchlichen Lehren wie beispielsweise von der Trinität und dem Opfertod Christi erheblich. Dies hatte zur Folge, dass er seit seiner Versetzung in die theologische Klasse 1771 heftige innere Kämpfe hatte, so dass er, nach einer missglückten Prüfungspredigt, zeitweise in tiefe Melancholie versank.
Rektor Steinbrüchel, der seine Begabung erkannt hatte, konnte die Zulassung zu einer weiteren Prüfungspredigt beim Kirchenrat durchsetzen; nach Bestehen dieser Predigt erhielt Corrodi 1775 die kirchliche Ordination zum Kandidaten der Theologie. Sein Theologie-Studium sollte er nun bei Johann Salomo Semler in Halle absolvieren, der im Sinne von Corrodis Vorstellungen Vorlesungen hielt. Hierzu versagte ihm anfangs sein Vater die Erlaubnis, weil dieser die Befürchtung hatte, sein Sohn werde die väterliche Theologie, die von Mystik und Pietismus geprägt war, aus den Augen verlieren. Rektor Steinbrüchel bat daraufhin den Idyllendichter Salomon Gessner um Hilfe; dieser fragte den Vater: … wo anders sollte sich Ihr Sohn alles Blendwerk besser verwahren, als gerade in Halle, in der Stadt, wo das berühmte Waisenhaus ist, wo die Spener und Francke in unvergesslichem Andenken stehen? Daraufhin gab der Vater nach, so dass Corrodi die Reise antreten konnte. Steinbrüchel konnte dazu die Buchhandlung Orell, Geßner, Füßli & Co. gewinnen, die Kosten für das Studium in einigen deutschen Universitäten zu übernehmen, als Gegenleistung sollte Corrodi die Buchhandlung bei buchhändlerischen und schriftstellerischen Angelegenheiten, z. B. Korrekturlesungen, unterstützen.
Auf dem Weg nach Halle studierte er vorübergehend Philosophie an der Universität Leipzig bei Ernst Platner, bei dem er auch privat verkehrte. Dort versuchte er seine stilistische Darstellung durch das Studium der deutschen Sprache zu verbessern. Dann ging er an die Universität Halle und hörte Vorlesungen bei Johann August Eberhard und Johann Salomo Semler, der ihn bei sich zu Hause aufnahm.
Nach seiner Rückkehr nach Zürich war seine Erstlingsschrift eine Verteidigung der Glückseligkeitslehre von Gotthelf Samuel Steinbart gegen Johann Caspar Lavater, die 1780 mit einer Vorrede von Johann Salomo Semler erschien.
In Zürich gab er anfangs Privatunterricht, bis er 1786 am Obergymnasium Collegium Humanitas den Lehrstuhl der Moral und des Naturrechts angeboten erhielt, nachdem Rektor Steinbrüchel den Bürgermeister Johann Heinrich Ott (1719–1796) auf ihn aufmerksam gemacht hatte. Aufgrund seiner Polyhistorie – denn er beschäftigte sich mit allen Teilen der Philosophie, der biblischen Kritik und Exegese, den palästinischen Altertümern, der jüdischen Literatur, mit Geographie und Reisebeschreibungen, naturhistorischen und physikalischen Studien, Astronomie und Kirchengeschichte – war er bei seinen Schülern sehr beliebt.
Neben seinen schriftstellerischen Werken veröffentlichte er auch die Zeitschrift Beiträge zur Beförderung des vernünftigen Denkens in der Religion, die von 1780 bis 1798 erschien und in der seine Aufsätze gründliche exegetische und dogmatische Untersuchungen enthielten. Weitere zahlreiche einzelne Abhandlungen veröffentlichte er in verschiedenen wissenschaftlichen Zeitschriften. Allerdings legte er keinen Wert auf seine Namensnennung, so dass zahlreiche seiner Schriften anonym blieben. Seine philosophischen Aufsätze behandelten Themen über die Unsterblichkeit der Seele, über die Freiheit und die Tugend, als Wirkung des verfeinerten Selbstgefühls, über Ahndungen sowie über empfindende Wesen von geringerer Gattung, als der Mensch ist, und über die beste Welt.
Er stand auch im brieflichen Kontakt mit dem Hauptvertreter der Berliner Aufklärung, Friedrich Nicolai, der anfangs mit Johann Caspar Lavater im freundschaftlichen Kontakt stand, sich aber zwischenzeitlich mit ihm im Streit befand. Corrodi berichtete Nicolai regelmässig über das religiöse Klima in Zürich und in der Schweiz sowie über Lavaters Resonanz in der Stadt.
Heinrich Corrodi verstarb unverheiratet im Alter von 41 Jahren an Fleckfieber.

## Schriften (Auswahl)
- Übersetzer: Briefe einiger Holländischer Gottesgelehrten über P. R. Simons Kritische Geschichte des Alten Testaments. Herausgegeben von Le Clerc. Aus dem Französischen übersetzt, und mit Anmerkungen und Zusätzen vermehrt. Orell, Geßner, Füeßlin & Co., Zürich 1779, 2 Bände, doi:10.3931/e-rara-83138
- Kritische Geschichte des Chiliasmus Oder der Meynungen über das tausendjährige Reich Christi. Frankfurt/Leipzig 1781–1783, Bd. 1; Bd. 2; Bd. 3,1; Bd. 3,2.
- Freymüthige Versuche über verschiedene in Theologie und biblische Kritik einschlagende Materien. Nicolai, Berlin/Stettin 1783.
- Beyträge zur Beförderung des vernünftigen Denkens in der Religion. Fünftes Heft. Steiner, Winterthur 1783.
- Etwas über das Buch Esther als Anhang zu Ciddel’s Abhandlung von der Eingebung des heil. Geistes mit Zus. von Semler. Halle 1783.
- Ueber Offenbarung, Judenthum und Christenthum für Weisheitsforscher. Nicolai, Berlin 1785.
- Philosophische Aufsätze und Gespräche. Winterthur 1786.
- J. C. Lavaters Geist, aus dessen eigenen Schriften gezogen. Nicolai, Berlin/Stettin 1786.
- Versuch über Gott, Welt und menschliche Seele. Nicolai, Berlin/Stettin 1788.
- Versuch einer Beleuchtung der Geschichte des Jüdischen und Christlichen Bibelkanons welches Beleuchtungen der Geschichte des Christlichen Kanons enthält. 1. Band;  2. Band. Curt, Halle 1792.